# Verrey-sous-Salmaise
Verrey-sous-Salmaise é uma comuna francesa na região administrativa da Borgonha-Franco-Condado, no departamento de Côte-d'Or. Estende-se por uma área de 8,14 km². Em 2010 a comuna tinha 291 habitantes (densidade: 35,7 hab./km²).